# Filmåret 1914

## Händelser

### Okänt datum
- Cecil B. DeMille debuterar som filmregissör [1]

## Årets filmer

### A - G
- Bra flicka reder sig själv
- Bröderna
- Cabiria
- Det röda tornet
- Dömen icke
- Från D:r Eric Mjöbergs forskningsfärd i Australien
- Födelsedagspresenten
- För fäderneslandet
- För sin kärleks skull
- Gatans barn

### H - N
- Halvblod
- Hjärtan som mötas
- Högfjällets dotter
- Kammarjunkaren
- Kärlek starkare än hat eller Skogsdotterns hemlighet
- När svärmor regerar

### O - U
- Prästen
- Revy över kända Gävlebor
- Salomos dom
- Skottet
- Stormfågeln
- Svenskt militärliv

### V - Ö
- Vägen till mannens hjärta

## Födda
- 4 januari – Jane Wyman, amerikansk skådespelare.
- 16 januari – Bertil Boo, svensk skådespelare och sångare (baryton).
- 30 januari
  - Ann Mari Ström, svensk skådespelare och teaterpedagog.
  - Inga-Bodil Vetterlund, svensk skådespelare.
- 4 februari
  - Alf Jörgensen, svensk filmproducent, manusförfattare och sångtextförfattare.
  - Ida Lupino, amerikansk skådespelare.
- 14 februari – Sven Forssell, svensk författare och manusförfattare.
- 27 februari – Olov Wigren, svensk skådespelare.
- 26 mars – Åke Grönberg, svensk regissör, skådespelare och sångare.
- 2 april – Sir Alec Guinness, brittisk skådespelare.
- 8 april – María Félix, mexikansk skådespelare.
- 14 april – Kari Grønn, norsk skådespelare.
- 18 april – Tord Bernheim, svensk revyartist, sångare och skådespelare.
- 8 maj – Romain Gary, fransk författare, diplomat och filmregissör.
- 16 maj – Astrid Carlson, svensk skådespelare.
- 24 maj – Lilli Palmer, tysk-engelsk skådespelare.
- 24 juni – Kari Diesen, norsk skådespelare.
- 8 juli – Folke Udenius, svensk skådespelare.
- 10 juli – Henrik Schildt, svensk skådespelare.
- 25 juli – Olle Nordemar, svensk filmfotograf, producent, regissör, manusförfattare och statistskådespelare.
- 10 augusti – Ken Annakin, brittisk filmregissör, producent och manusförfattare.
- 4 september – Eivor Engelbrektsson, svensk skådespelare.
- 10 september – Robert Wise, amerikansk prisbelönt filmregissör och producent.
- 14 september – Lída Baarová, tjeckisk skådespelare.
- 20 september – Kenneth More, brittisk skådespelare.
- 2 oktober – Elna-Britta Wallman, svensk skådespelare.
- 10 oktober – Bengt Logardt, svensk tandläkare, regissör, skådespelare manusförfattare och kompositör.
- 15 oktober – Lennart Wallén, svensk filmklippare och regissör.
- 26 oktober – Jackie Coogan, amerikansk skådespelare.
- 30 oktober – Egon Larsson, svensk skådespelare och koreograf.
- 9 november – Hedy Lamarr, österrikisk-amerikansk skådespelare och uppfinnare.
- 16 november – Marrit Ohlsson, svensk skådespelare och dansare.
- 29 november – Sune Holmqvist, svensk skådespelare, musiker och sångare.
- 10 december – Dorothy Lamour, amerikansk skådespelare.
- 26 december – Richard Widmark, amerikansk skådespelare.

## Avlidna
- 8 oktober – Johann Schwarzer, 34, österrikisk-ungersk regissör.

### Webbkällor
- Svensk Filmdatabas – Filmer med premiär 1914

### Fotnoter
1. ↑  Birchard, Robert S. (2004), Cecil B. DeMille's Hollywood, Lexington, Kentucky: The University Press of Kentucky, p. 1-13, ISBN 0-8131-2324-0